# Aranoethra butleri
Aranoethra butleri là một loài nhện trong họ Araneidae.
Loài này thuộc chi Aranoethra. Aranoethra butleri được Mary Agard Pocock miêu tả năm 1899.